# Karl 1. af Hessen-Kassel
Karl af Hessen-Kassel, (3. august 1654 – 23. marts 1730) Landgreve af Hessen-Kassel 1670. Søn af Vilhelm 6. af Hessen-Kassel og Hedvig Sophie af Brandenburg. Gift med Maria Amalie af Kurland
Børn:
1. Frederik 1. af Sverige, født 1676, død 1751, konge af Sverige fra 1720.
2. Vilhelm 8. af Hessen-Kassel, født 1682, død 1760.
3. Marie Louise af Hessen-Kassel, født 1688.
4. Maximilian af Hessen-Kassel, født 1689
5. Sofia Charlotta af Hessen-Kassel, født 1678